# Hymenoplia pseudocinerascens
Hymenoplia pseudocinerascens es un coleóptero de la subfamilia Melolonthinae.

## Distribución geográfica
Habita en la España peninsular.